# データ保護法
データ保護法（データほごほう、英: data protection law）は、個人データの処理に係る個人の権利と自由の保護を目的とする各国の法律。

## 概要
多くの国にデータ保護法がある。ドイツは連邦制の国家であるが、ヘッセン州が1969年、世界で初めての個人情報保護法を制定した。アメリカでは、一部の州でデータ保護およびプライバシーに関する法律がすでに制定されているほか、連邦レベルのデータ保護法の制定が（2023年時点で）検討されている。

## 国別
- 日本 – 個人情報の保護に関する法律
- 中華人民共和国 - 中华人民共和国个人信息保护法(個人情報保護委員会による仮訳:中華人民共和国個人情報保護法)[2]、2021年08月20日、第13回全人代常務委員会第30回会議で成立[2]。
- イギリス – 2018年データ保護法（英語版）（Data Protection Act 2018）[3]
- 欧州連合 – 一般データ保護規則（General Data Protection Regulation、GDPR）
- アメリカ – American Data Privacy and Protection Act（ADPPA）– 2023年7月時点では成立していない[4]。
- フランス – 個人データの保護に関する2018年6月20日の法律第2018-493号（仏: LOI n°2018-493 du 20 juin 2018 relative à la protection des données personnelles）[5]。